# Andrew Starykowicz
Andrew Starykowicz (* 14. April 1982 in Chicago) ist ein ehemaliger US-amerikanischer Triathlet. Er ist zweifacher Vize-Weltmeister in der Klasse der 20- bis 24-Jährigen (2004, 2005), zweifacher Ironman-Sieger (2012, 2017) und er wird in der Bestenliste US-amerikanischer Triathleten auf der Ironman-Distanz geführt. 

## Werdegang
Im Alter von 14 Jahren begann Starykowicz mit dem Schwimmsport und mit 19 Jahren kamen Radfahren und Laufen dazu. 2004 wurde er Triathlon-Vize-Weltmeister in der Klasse 20- bis 24-Jährigen und 2005 konnte er diesen Erfolg wiederholen.
Im Oktober 2012 wurde er im Duathlon Zweiter bei der Erstaustragung des Rev3 Florida (1,5 Meilen Laufen, 56 Meilen Radfahren und 13,1 Meilen Laufen).

### Ironman-Sieger 2012
Im November 2012 konnte er bei seinem ersten Start auf der Ironman-Distanz (3,86 km Schwimmen, 180,2 km Radfahren und 42,195 km Laufen) den Ironman Florida gewinnen.
Im Juli 2015 erstellte er bei der Challenge Roth mit 4:09:13 h einen neuen Streckenrekord auf der Raddistanz, er konnte sich nach dem abschließenden Marathonlauf aber nur auf dem 105. Rang platzieren.
Im August 2016 wurde er im Rad-Training bei einem Unfall mit einem PKW verletzt. und im April 2017 ging er wieder beim Ironman Texas an den Start. Im Oktober erzielte der damals 35-Jährige beim Ironman Louisville seinen zweiten Ironman-Sieg mit neuem Streckenrekord.

### Dopingsperre 2019
Beim Ironman Florida wurde Andrew Starykowicz im November 2019 positiv auf Vilanterol getestet und nach einem langen Prozess rückwirkend für 13 Monate gesperrt.
In seinem ersten Rennen nach der Sperre im März 2021 wurde der 38-Jährige Neunter bei der Challenge Miami auf der Halbdistanz (1,6 km Schwimmen, 64 km Radfahren und 16,1 km Laufen).
Andrew Starykowicz startet im August 2021 für das im Collins Cup der Professional Triathletes Organisation zusammengestellte Team USA – zusammen mit Jackie Hering, Taylor Knibb Jocelyn McCauley, Skye Moench, Chelsea Sodaro, Katie Zaferes, Sam Long, Matt Hanson, Ben Kanute, Justin Metzler und Rodolphe Von Berg.
Seit 2023 tritt er nicht mehr international in Erscheinung.
Andrew Starykowicz lebt mit seiner Verlobten in Wauconda (Illinois). Sein Spitzname ist Starky.

## Sportliche Erfolge
| Datum/Jahr    | Rang | Wettbewerb                                       | Austragungsort       | Zeit     | Bemerkung                                                             |
| ------------- | ---- | ------------------------------------------------ | -------------------- | -------- | --------------------------------------------------------------------- |
| 12. März 2021 | 9    | Challenge Miami                                  | Miami                | 2:43:35  |                                                                       |
| 30. Juni 2019 | 1    | Ironman 70.3 Steelhead                           | Benton Harbor        | 03:47:10 |                                                                       |
| 8. Dez. 2018  | 2    | Challenge Daytona                                | Daytona Beach        | 02:28:57 | Verkürzter Kurs: 1,6 km Schwimmen, 60 km Radfahren und 13,1 km Laufen |
| 27. Okt. 2018 | 1    | Ironman 70.3 Waco                                | Waco                 | 03:21:40 |                                                                       |
| 8. Apr. 2018  | 3    | Ironman 70.3 Texas                               | Galveston Island     | 03:46:30 |                                                                       |
| 13. Aug. 2017 | 1    | Ironman 70.3 Steelhead                           | Benton Harbor        | 03:46:57 |                                                                       |
| 17. Apr. 2016 | 1    | Ironman 70.3 New Orleans                         | New Orleans          | 03:46:52 |                                                                       |
| 10. Apr. 2016 | 4    | Ironman 70.3 Texas                               | Galveston Island     | 03:46:06 |                                                                       |
| 8. Nov. 2015  | 2    | Ironman 70.3 Austin                              | Austin               | 03:52:59 |                                                                       |
| 25. Okt. 2015 | 2    | Ironman 70.3 Miami                               | Miami                | 03:45:52 |                                                                       |
| 30. Aug. 2015 | 33   | Ironman 70.3 World Championships                 | Zell am See          | 04:20:41 | Ironman 70.3-Weltmeisterschaft                                        |
| 19. Juli 2015 | 3    | Ironman 70.3 Racine                              | Racine               | 03:52:13 |                                                                       |
| 6. Aug. 2014  | 1    | Eagleman Ironman 70.3                            | Cambridge (Maryland) | 03:47:27 |                                                                       |
| 20. Juli 2014 | 2    | Ironman 70.3 Racine                              | Racine               | 03:46:37 |                                                                       |
| 13. Apr. 2014 | 1    | Ironman 70.3 San Juan                            | San Juan             | 03:53:30 |                                                                       |
| 13. Juli 2013 | 1    | Ironman 70.3 Muncie                              | Muncie               | 03:46:45 |                                                                       |
| 11. Mai 2013  | 7    | Ironman 70.3 Mallorca                            | Alcúdia              | 03:56:35 |                                                                       |
| 17. März 2013 | 1    | Ironman 70.3 San Juan                            | San Juan             | 03:50:12 |                                                                       |
| 14. Nov. 2009 | 24   | Ironman 70.3 World Championships                 | Clearwater           | 03:44:51 | Ironman 70.3-Bestzeit auf der Radstrecke mit 01:58:49 Stunden         |
| 1. Aug. 2009  | 2    | Steelhead Ironman 70.3                           | Benton Harbor        | 03:56:44 | schnellste Zeit auf dem Rad                                           |
| 9. Okt. 2005  | 2    | ITU Short Distance Triathlon World Championships | Honolulu             | 01:58:18 | Vize-Weltmeister in der Klasse 20–24                                  |
| 9. Mai 2004   | 2    | ITU Short Distance Triathlon World Championships | Madeira              | 02:04:58 | Vize-Weltmeister in der Klasse 20–24                                  |

| Datum/Jahr    | Rang | Wettbewerb                                                   | Austragungsort | Zeit     | Bemerkung                                                                                        |
| ------------- | ---- | ------------------------------------------------------------ | -------------- | -------- | ------------------------------------------------------------------------------------------------ |
| 10. Sep. 2022 | 3    | ETU Challenge Long Distance Triathlon European Championships | Almere         | 08:01:44 | ETU-Europameisterschaft Triathlon Langdistanz im Rahmen der Challenge Almere-Amsterdam           |
| 2. Nov. 2019  | 3    | Ironman Florida                                              | Panama City    | 07:56:32 |                                                                                                  |
| 13. Okt. 2018 | 70   | Ironman Hawaii                                               | Hawaii         | 08:52:41 | Rang 40 von 53 Profis                                                                            |
| 15. Okt. 2017 | 1    | Ironman Louisville                                           | Louisville     | 08:10:11 |                                                                                                  |
| 10. Sep. 2017 | 4    | Ironman Wisconsin                                            | Madison        | 08:32:27 |                                                                                                  |
| 22. Apr. 2017 | 25   | Ironman Texas                                                | The Woodlands  | 08:54:45 | Radsplit von 4:01:14 h                                                                           |
| 15. Nov. 2015 | 4    | Ironman Arizona                                              | Tempe          | 08:05:56 |                                                                                                  |
| 12. Juli 2015 | 105  | Challenge Roth                                               | Roth           | 09:36:44 | mit 4:09:13 h Streckenrekord auf der Raddistanz                                                  |
| 2. Nov. 2013  | 2    | Ironman Florida                                              | Panama City    | 07:55:22 | Zweiter – mit persönlicher Bestzeit und neuem Ironman-Weltrekord auf der Radstrecke in 4:02:17 h |
| 12. Okt. 2013 | 21   | Ironman Hawaii                                               | Hawaii         | 08:43:00 | startete nach einer Radzeit von 4:21:50 h als Führender in die Laufstrecke                       |
| 18. Nov. 2012 | 7    | Ironman Arizona                                              | Tempe          | 08:20:36 | Streckenrekord auf der Radstrecke mit 4:16:31 h                                                  |
| 3. Nov. 2012  | 1    | Ironman Florida                                              | Panama City    | 08:06:17 |                                                                                                  |
| 13. März 2010 | DNF  | Abu Dhabi International Triathlon                            | Abu Dhabi      | –        | Sturz auf der Radstrecke                                                                         |

| Datum/Jahr    | Rang | Wettbewerb   | Austragungsort | Zeit     | Bemerkung                                           |
| ------------- | ---- | ------------ | -------------- | -------- | --------------------------------------------------- |
| 28. Okt. 2012 | 2    | Rev3 Florida | Venice         | 03:26:50 | Zweiter bei der Erstaustragung, hinter Jesse Thomas |

(DNF – Did Not Finish)